# Pero Bukejlović
Pero Bukejlović (Bušletić kod Doboja, 9. kolovoza 1946.), bosanskohercegovački političar i bivši predsjednik Vlade Republike Srpske. 
Diplomirao je u Sarajevu, a magistrirao u Zagrebu. Prošao je radni put od konstruktora do generalnog direktora u preduzeću «Trudbenik» u Doboju.
Obavljao je dužnost ministra industrije i tehnologije u Vladi Republike Srpske od 2001. do 2003. godine. Od siječnja 2003. godine do izbora za predsjednika Vlade Republike Srpske radio u privatnom sektoru. Na mjestu predsjednika vlade, zamijenio ga je Milorad Dodik početkom 2006. godine.